# ジャレッド・オリバ
ジャレッド・コール・オリバ（Jared Cole Oliva, 1995年11月27日 - ）は、 アメリカ合衆国カリフォルニア州ロサンゼルス郡ソーガス出身のプロ野球選手（外野手）。右投右打。MLBのミルウォーキー・ブルワーズ傘下所属。

## 経歴

### プロ入りとパイレーツ時代
2017年のMLBドラフト7巡目（全体208位）でピッツバーグ・パイレーツから指名され、プロ入り。契約後、傘下のA-級ウェストバージニア・ブラックベアーズでプロデビュー。56試合に出場して打率.266、17打点、15盗塁を記録した。
2018年はA+級ブレイデントン・マローダーズでプレーし、108試合に出場して打率.275、9本塁打、47打点、33盗塁を記録した。
2019年はAA級アルトゥーナ・カーブでプレーし、123試合に出場して打率.275、6本塁打、42打点、36盗塁を記録した。
2020年9月21日にメジャー契約を結んでアクティブ・ロースター入りした。同日のシカゴ・カブス戦でメジャーデビュー。この年はメジャーで6試合に出場して打率.188、1盗塁を記録した。
2021年はメジャーで20試合に出場し、打率.175、2打点を記録した。同年オフにはメキシコのウィンターリーグであるリーガ・メヒカーナ・デル・パシフィコに参加し、ヤキス・デ・オブレゴンに所属した。
2022年4月1日にDFAとなった。この年はAAA級インディアナポリス・インディアンスで99試合に出場したが、メジャーでの出場機会はなかった。また、2年連続でメキシコのウィンターリーグに参加。この年はモンテレイ・サルタンズに所属した。

### エンゼルス傘下時代
2022年12月7日に行われたルール・ファイブ・ドラフトのマイナーリーグ・フェイズにおいて、ロサンゼルス・エンゼルスから指名されて移籍した。
ただ、2023年もメジャーでの出場機会はなく、オフの11月6日にFAとなった。

### マリナーズ傘下時代
2024年3月22日にシアトル・マリナーズとマイナー契約を結び、AA級アーカンソー・トラベラーズに配属された。しかし、3年連続でメジャーでの出場機会はなく、オフの11月4日にFAとなった。

### ブルワーズ傘下時代
2024年オフの11月26日にミルウォーキー・ブルワーズとマイナー契約を結び、2025年のスプリングトレーニングに招待選手として参加することになった。

## 詳細情報

### 年度別打撃成績
| 年 度    | 球 団    | 試 合 | 打 席 | 打 数 | 得 点 | 安 打 | 二 塁 打 | 三 塁 打 | 本 塁 打 | 塁 打 | 打 点 | 盗 塁 | 盗 塁 死 | 犠 打 | 犠 飛 | 四 球 | 敬 遠 | 死 球 | 三 振 | 併 殺 打 | 打 率 | 出 塁 率 | 長 打 率 | O P S |
| -------- | -------- | ----- | ----- | ----- | ----- | ----- | -------- | -------- | -------- | ----- | ----- | ----- | -------- | ----- | ----- | ----- | ----- | ----- | ----- | -------- | ----- | -------- | -------- | ----- |
| 2020     | PIT      | 6     | 16    | 16    | 0     | 3     | 0        | 0        | 0        | 3     | 0     | 1     | 0        | 0     | 0     | 0     | 0     | 0     | 6     | 0        | .188  | .188     | .188     | .375  |
| 2021     | PIT      | 20    | 43    | 40    | 4     | 7     | 2        | 0        | 0        | 9     | 2     | 2     | 0        | 0     | 0     | 3     | 1     | 0     | 10    | 0        | .175  | .233     | .225     | .458  |
| MLB：2年 | MLB：2年 | 26    | 59    | 56    | 4     | 10    | 2        | 0        | 0        | 12    | 2     | 3     | 0        | 0     | 0     | 3     | 1     | 0     | 16    | 0        | .179  | .220     | .214     | .435  |

- 2024年度シーズン終了時

### 年度別守備成績
| 年 度 | 球 団 | 左翼（LF） | 左翼（LF） | 左翼（LF） | 左翼（LF） | 左翼（LF） | 左翼（LF） | 中堅（CF） | 中堅（CF） | 中堅（CF） | 中堅（CF） | 中堅（CF） | 中堅（CF） | 右翼（RF） | 右翼（RF） | 右翼（RF） | 右翼（RF） | 右翼（RF） | 右翼（RF） |
| 年 度 | 球 団 | 試 合      | 刺 殺      | 補 殺      | 失 策      | 併 殺      | 守 備 率   | 試 合      | 刺 殺      | 補 殺      | 失 策      | 併 殺      | 守 備 率   | 試 合      | 刺 殺      | 補 殺      | 失 策      | 併 殺      | 守 備 率   |
| ----- | ----- | ---------- | ---------- | ---------- | ---------- | ---------- | ---------- | ---------- | ---------- | ---------- | ---------- | ---------- | ---------- | ---------- | ---------- | ---------- | ---------- | ---------- | ---------- |
| 2020  | PIT   | 4          | 1          | 0          | 0          | 0          | 1.000      | 1          | 3          | 0          | 0          | 0          | 1.000      | -          | -          | -          | -          | -          | -          |
| 2021  | PIT   | 5          | 8          | 0          | 0          | 0          | 1.000      | 2          | 2          | 0          | 0          | 0          | 1.000      | 12         | 15         | 0          | 0          | 0          | 1.000      |
| MLB   | MLB   | 9          | 9          | 0          | 0          | 0          | 1.000      | 3          | 5          | 0          | 0          | 0          | 1.000      | 12         | 15         | 0          | 0          | 0          | 1.000      |

- 2024年度シーズン終了時

### 背番号
- 76（2020年）
- 14（2021年）